# Sotíra (Limassol)
Sotíra (grec moderne : Σωτήρα) est un village de Chypre de plus de 143 habitants.

## Histoire
Le village a donné son nom à une culture du Néolithique chypriote : la culture de Sotira, à la fin du Ve millénaire et au IVe millénaire av. J.-C.